# Râul Chișcata
Râul Chișcata este un curs de apă, afluent al râului Glăvănești. 